# (14382) Woszczyk
(14382) Woszczyk – planetoida z głównego pasa planetoid.

## Odkrycie i nazwa
Planetoida (14382) Woszczyk została odkryta przez belgijskiego astronoma Henriego Debohogne w Europejskim Obserwatorium Południowym w dniu 2 marca 1990 roku. Decyzją Międzynarodowej Unii Astronomicznej nazwano ją nazwiskiem polskiego astronoma Andrzeja Woszczyka (1935–2011).

## Orbita
Orbita (14382) Woszczyk nachylona jest pod kątem 1,43˚ do ekliptyki, a jej mimośród wynosi 0,055. Ciało to krąży w średniej odległości 2,90 au wokół Słońca, na co potrzebuje 4 lat i 343 dni. Peryhelium tego obiektu znajduje się w odległości 2,74 au, a aphelium zaś 3,06 au od Słońca.

## Właściwości fizyczne
Absolutna wielkość gwiazdowa tej planetoidy wynosi 12,7m. Jest to obiekt co najwyżej kilkunastokilometrowy.